# Артур Дюпон
Арту́р Дюпо́н (фр. Arthur Dupont; нар. 1985, Сен-Манде, Валь-де-Марн, Франція) — французький актор кіно та телебачення.

## Біографія
Артур Дюпон народився у 1985 році в Сен-Манде, депертамент Валь-де-Марн, Франція. З чотирнадцяти до вісімнадцяти років проходив навчання на акторських Курсах Симона. Також протягом 6-ти місяців вивчав англійську мову в Університеті Париж III.
Акторський дебют Артура Дюпона на телебаченні відбувся у 2001 році в телесеріалі «Жюлі Леско» (фр. Julie Lescaut). У 2003 році він дебютує в кіно у фільмі «Вулиця бездомних» (фр. Rue des sans-papiers) Алена Карвілля і потім у 2004 році в «Арсен Люпен» Жана-Поля Саломе. Його перша головна роль у фільмі Жан-Марка Барра і Паскаля Арнольда «У кожного своя ніч» (2006) стала справжнім початком кар'єри Дюпона у великому кіно.
У 2008 році Артур Дюпон знявся у «Нам 18» Фредеріка Берта, наступного року він з'явився у фільмі «Доки ти спиш» Каролін та Еріка дю Поті і знявся разом з Кадом Мерадом у пригодницькій кінокомедії «Вихідні!». У 2010 році Дюпон зіграв одну з головних ролей у фільмі Крістофера Томпсона «Автобус Палладіум» за яку був номінований як найперспективніший актор на здобуття кінопремії «Сезар». Два роки по тому Дюпон, у парі з іншим молодим французьким актором Гійомом Гуї, зіграв одну з головних ролей у комедії-драмі «Дім на колесах».
Окрім акторських робіт, Дюпон пробував себе як вокаліст у групі «Повернути назад блюз» (фр. Bring Back the Blues) та мав намір залишити акторську професію заради музичної кар'єри.
У 2014 році Артур Дюпон дебютував як режисер короткометражною стрічкою «Я помру з вами» (фр. J'irai mourir chez vous)/

## Фільмографія (вибіркова)
Загалом Артур Дюпон зіграв ролі у понад 45-ти кіно-, телефільмах та серіалах

| Рік       |    | Українська назва                | Оригінальна назва                     | Роль                            |
| --------- | -- | ------------------------------- | ------------------------------------- | ------------------------------- |
| 1992      | с  | Жюлі Леско                      | Julie Lescaut                         | бойфренд                        |
| 1993      | с  | Аліс Невер                      | Le Juge est une femme                 | Себастьєн Беланд                |
| 1997      | с  | Містер Правосуддя               | Un homme en colère                    | Ромен                           |
| 1997      | с  | Жозефіна: Ангел-охоронець       | Joséphine, ange gardien               | Максим                          |
| 1998      | с  | Крамниця Луї-антиквара          | Louis la brocante                     | Сільван                         |
| 2002—2003 | с  | Самі                            | Sami                                  | Жером Мартель                   |
| 2002—2011 | с  | СестраТереза.com                | SoeurThérèse.com                      | Дімітрій Блондель               |
| 2003—2008 | с  | Опікун                          | Le tuteur                             | Седрік                          |
| 2003      | ф  | Вулиця бездомних                | Rue des sans-papiers                  |                                 |
| 2004      | ф  | Арсен Люпен                     | Arsène Lupin                          | продавець газет                 |
| 2004      | тф | Один проти іншого               | L'un contre l'autre                   | Мікаель                         |
| 2005      | тф |                                 | Le triporteur de Belleville           | фр. Homme couple amoureux       |
| 2005      | тф |                                 | Brasier                               | Аксель                          |
| 2006      | с  | R.I.S. Наукова поліція          | R.I.S. Police scientifique            | Яннік Кастро                    |
| 2006      | ф  | У кожного своя ніч              | Chacun sa nuit                        | П'єр                            |
| 2007      | тф | Bac + 70                        | Жульєн                                |                                 |
| 2007      | ф  | Кохання Астреї і Селадона       | Les amours d'Astrée et de Céladon     | Семір                           |
| 2008      | ф  | Нам 18                          | Nos 18 ans                            | Максим                          |
| 2009      | ф  | Непокірні                       | Réfractaire                           | Тео                             |
| 2009      | ф  | Вихідні!                        | R.T.T.                                | Дідьє                           |
| 2009      | тф | Міщанин у дворянстві            | Le bourgeois gentilhomme              | Клеонт                          |
| 2010      | ф  | Доки ти спиш                    | Dans ton sommeil                      | Артур                           |
| 2010      | ф  | Автобус «Палладіум»             | Bus Palladium                         | Маню Педраза                    |
| 2012      | ф  | Дім на колесах                  | Mobile Home                           | Симон                           |
| 2012      | ф  | Погана дівчина                  | Mauvaise fille                        | Пабло                           |
| 2012      | ф  | Кухар для президента            | Les saveurs du Palais                 | Ніколя Бовуа                    |
| 2013      | ф  | Наприкінці казки                | Au bout du conte                      | Сандро                          |
| 2013      | ф  |                                 | Macadam Baby                          | Жеремі                          |
| 2013      | тф | Цирковий рок-н-рол              | Rock'n Roll Circus                    | Жеремі                          |
| 2014      | ф  | Зараз або ніколи                | Maintenant ou jamais                  | Шарль Лесаж                     |
| 2014      | мф | Махни крилом!                   | Gus - Petit oiseau, grand voyage      | Гус, озвучування                |
| 2014      | ф  |                                 | Brabançonne                           | Г'юго                           |
| 2015      | ф  |                                 | Les Affaires reprennent               | Едді                            |
| 2016      | ф  | Моя сім'я вже любить вас        | Ma Famille t'adore déjà               | Жульєн                          |
| 2021      | с  | Загадкові вбивства Агати Крісті | Les Petits Meurtres d'Agatha Christie | Макс Беретта, інспектор поліції |

## Визнання
| Рік          | Категорія                | Фільм               | Результат |
| ------------ | ------------------------ | ------------------- | --------- |
| Премія Сезар |                          |                     |           |
| 2011         | Найперспективніший актор | Автобус «Палладіум» | Номінація |